# Bloom (test)
Bloom (także stopnie Blooma, gramy Blooma) – jest testem używanym w technologii żywności, wyrażającym siłę żelu lub żelatyny. Test został oryginalnie wynaleziony i opatentowany w 1925 roku przez Oscara T. Blooma
Test określa wagę wyrażoną w gramach potrzebną określonemu tłokowi do wciśnięcia powierzchni żelu na głębokość 4 mm bez jej uszkodzenia. Wynik jest wyrażany w stopniach Blooma. Jego wartość rozkłada się pomiędzy 30 a 300 stopni. Im wyższa wartość Blooma, tym większa jest siła żelowania. 
Metoda ta jest wykorzystywana najczęściej do pomiaru żeli miękkich. Aby wykonać test Blooma na żelatynie, przed jego pomiarem należy roztwór żelatyny o natężeniu 6,67% przechowywać przez 17-18 godzin w temperaturze 10°C. Twardość żeli żelatynowych zwiększa się w czasie, osiągając równowagę po około 18 godzinach. 